# Означення
Озна́чення, ви́значення, тлумачення, опис або дефіні́ція (від лат. definitio) — роз'яснення чи витлумачення значення (сенсу) терміна чи поняття. Слід зауважити, що Визначення завжди стосується символів, оскільки тільки символи мають сенс що його покликане роз'яснити Визначення. Наприклад, ми можемо дати Визначення слову «стіл», оскільки це слово має сенс, однак, хоча ми можемо зробити його чи зламати, сидіти на столі, ми не можемо дати Визначення конкретній речі-столу. Термін, якому дається Визначення називають означуваним (лат. definiendum, часом використовують Визначення Dfd), а символ чи групу символів, що повинна роз'яснити його значення, називають визначенням (лат. definiens, часом використовують Визначення Dfn). «Що означає» не є значенням «означуваного», а, відповідно до Визначення, має те ж значення. Метою введення визначення певному терміну може бути необхідність розширення поняттєвого словника, усунення двозначності, необхідність уточнення терміна, чи теоретичне роз'яснення.

## Типи Визначень

### Умовне визначення (stipulative definition)
Цей тип Визначення дається цілком новим термінам коли вони вперше вводяться в обіг. Кожен, хто вводить новий термін, є цілком вільний у тому, яке значення йому присвоїти. Очевидно, що означуване в дефініції необов'язково повинне бути цілком новим словом чи послідовністю літер, достатньо щоб воно було новим для контексту, у якому для нього вводиться Визначення. Визначення цього типу також називають номінальними або вербальними. Визначення такого типу особливо часто використовуються в науці, наприклад, у першій публікації Визначення кварку було умовним. Ще однією причиною для появи умовних Визначень в науці є необхідність ввести термін, який би не мав супутнього емоційного навантаження. Цими міркуваннями пояснюється, наприклад, використання психологами терміна «g-фактор» для Визначення інтелекту. В умовній дефініції означуване немає ніякого попереднього значення, тому насправді його не можна розглядати як твердження що визначення та "те що визначає" мають один той самий сенс, насправді це радше пропозиція чи рішення використовувати визначення в тому ж сенсі що й "те що визначає". Очевидно, що умовне Визначення може бути прийняте чи відкинуте, але не може бути істинним чи хибним.

### Лексичне визначення
У випадках, коли метою Визначення є усунення двозначності чи розширення словникового запасу особи для якої конструюється Визначення, термін, що йому дається Визначення, не є цілком новим, але має деяку укорінену практику вживання. Тому лексичне Визначення може бути істинним чи хибним, в залежності від того, чи воно коректно повідомляє попереднє незалежне значення означуваного. Інший термін, який використовується для цього типу Визначень, — це «реальне» Визначення.

### Уточнювальне визначення
Ні обумовлене, ні лексичне Визначення непридатні для уточнення розпливчастого терміна. Розпливчастий термін — це термін, для якого можуть виникати у виключних випадках, у яких може бути незрозумілим чи допустиме використання терміна, чи ні. Звертання, наприклад, до укоріненої мовної практики вживання не допоможе, оскільки неоднозначність природної мови, як правило, є причиною появи розпливчастих термінів у першу чергу. Тому у цьому випадку слід розширити встановлену практику вживання, щоб зробити термін менш розпливчастим. Наскільки уточнююче Визначення виходить за межі прийнятої практики вжитку є до певного ступеня довільним, але не цілком, та диктується потребами області, для якої вводиться уточнення. Особливо поширеними уточнюючими Визначення є у праві, де в процесі уточнення те, наскільки Визначення вийде поза межі вкоріненої практики, диктується міркуваннями громадського інтересу та відповідності духу закону. Поняття істинності чи хибності тільки частково можуть бути застосовані до Визначень, що уточнюють: там, де вони відповідають вкоріненій практиці. Якщо ж термін виходить за її межі, можна дискутувати про зручність чи незручність терміна, але не про його істинність чи хибність.

### Теоретичне визначення
Теоретичне Визначення є спробою сформулювати теоретично адекватний опис об'єкта, до якого його застосовують. Пропозиція теоретичного Визначення є еквівалентною пропозиції погодитись із теорією, і очевидно, що теоретичні Визначення є чи не найдискутованішим типом. Теоретичні Визначення розвиваються разом із нашим розумінням та збільшенням наших знань, наприклад, горючість матеріалів пояснювалась у Середньовіччі наявністю флогістону у матеріалі, сьогодні це явище пояснюють процесом окислення. Одні із найвідоміших прикладів теоретичного Визначення наведені у діалогах Платона, де Визначення, що їх дошукується Сократ, не є ані умовними, ані уточнюючими, ані лексичними. Справді, коли Сократ дошукується того, чим насправді є справедливість, він наполягає, щоб це Визначення відповідало тим прикладам, які ми вважаємо зразками справедливих рішень чи вчинків, тобто виключається довільність. Сократ не намагається уточнити термін, оскільки виняткові випадки не наголошуються. Також його не цікавить статистичне дослідження вкоріненої практики вживання терміна. Теоретичні Визначення часом називають ще «аналітичними».

### Переконливе визначення
Визначення цього типу даються із метою вплинути на ставлення аудиторії, мовна функція такого Визначення експресивна. Оскільки мова Визначення може бути як інформативною, так і експресивною, природно припустити, що кожен з описаних раніше типів Визначення може бути також переконливим Визначенням. Прикладом такого типу Визначення може бути таке: «соціалізм — це розширення демократії на економіку». Мова цього Визначення слугує не інформативній, а експресивній функції, та має на меті викликати позитивне ставлення аудиторії до означуваного терміна.

## Техніка введення Визначення

### Денотативні визначення

#### Визначення через перелік усіх об'єктів із розширення терміна
Ця техніка введення Визначень зосереджується на денотації чи розширенні терміна. Очевидним та простим способом роз'яснити денотацію терміна є наведення прикладів об'єктів, що їх денотує термін. Ця техніка часто є дуже ефективною, однак вона має ряд обмежень. Очевидним тривіальним обмеженням цієї техніки є те, що у такий спосіб неможливо дати Визначення поняттям, які не денотують реальних речей, наприклад, неможливо дати денотативне Визначення однорогу. Інше, серйозніше обмеження полягає в тому, що денотативне Визначення не в змозі розрізнити терміни, які мають ознакове розширення, однак різну конотацію. Наприклад, «рівносторонній трикутник» та «рівнокутовий трикутник» матимуть ідентичне розширення, однак конотують різні властивості. Також, часто є неможливим вказати усі об'єкти із розширення терміна, наприклад, термін «зірка» не піддається денотативній техніці Визначення. Частковий перелік об'єктів у таких випадках також не може вважатися задовільним рішенням, оскільки можлива ситуація, коли приклади із часткового списку не дозволять виявити чи певна ознака є суттєвою для поняття, чи просто випадково властива усім об'єктам зі часткового списку.

#### Визначення через перелік підкласів
Варіантом денотативного Визначення є Визначення шляхом переліку підкласів, розширення яких збігається із денотацією терміна. Наприклад, «хребетні» визначаються як риби, ссавці, амфібії, птахи та рептилії. Часто це дозволяє навести повний перелік списку. Незважаючи на вказані відмінності, денотативне Визначення через перелік підкласів у загальному випадку має ті ж недоліків, що й денотативне Визначення через перелік об'єктів із розширення.

#### Остенсивне Визначення
Важливим випадком денотативного Визначення є остенсивне Визначення, або використання жестів, щоб безпосередньо вказати на предмети із розширення поняття. Таке Визначення по суті містить інформацію лише щодо обсягу поняття та має усі вказані недоліки плюс властиві винятково йому. Прикладами специфічних недоліків, властивих остенсивним Визначенням є, окрім очевидного «географічного» обмеження коли неможливо дати Визначення об'єктам що не є безпосередньо наявними, його надмірна розпливчастість. Наприклад, вказуючи на стіл, неможливо із самого жесту встановити чи мається на увазі сам стіл, чи дерево із якого він зроблений. (А) проте, остенсивні Визначення відіграють важливу роль у первісному накопиченні знань.
Денотативна техніка може бути використана для умовних та лексичних Визначень, але, очевидно, не може бути використана для Визначень іншого типу.

### Конотативні Визначення
Ця техніка включає синонімічне Визначення, операційне Визначення, та Визначення через рід та відмінність. Конотативні Визначення можуть слугувати будь-якій меті, переліченій у вступі, та бути будь-якого типу з перелічених вище.

#### Синонімічне Визначення
Синонімічне Визначення використовується коли ми просто вказуємо інше слово, яке має таке ж значення та широко використовується словниками, особливо маленькими. Застосовність цієї техніки обмежується відсутністю синонімів для багатьох термінів, та тим фактом, що її неможливо використати для Визначень уточнюючого типу чи теоретичних Визначень.

#### Операційне визначення
Операційне визначення терміна полягає в тому, що стверджується, що термін може бути застосований тоді і лишень тоді, коли виконання певного набору операцій у цьому випадку призведе до того чи іншого результату. Наприклад, числові значення довжини чи ваги операційно визначаються як результат виконання конкретних операцій вимірювання. Визначення (Dfn) в операційних Визначеннях стосується лишень випадків доступних та повторюваних операцій.

#### Визначення через рід та видову відмінність (per genus et differentia)
Визначення через рід та вид, чи аналітичне Визначення, Визначення через поділ, чи Визначення per genus et differentia вважається одним із найважливіших видів Визначень, та багато авторів розглядають його як єдине «справжнє» Визначення. Цей спосіб введення Визначень є можливим завдяки тому факту, що багато властивостей є комплексними, та піддаються аналізу із використанням поняття класу. Клас — це колекція об'єктів, які мають певну спільну властивість. Класи можуть мати підкласи, тоді клас називають рід, а підклас називають видом чи видовою відмінністю (genus та differentia). При такому використанні, рід та вид є відносними термінами, як, наприклад, батько та син.
Наприклад, «трикутник» є родом для класу «рівнобедрений трикутник», але є видом для класу «багатокутник». Спільна властивість всіх членів певного класу-виду, що дозволяє віднести їх до даного класу та відрізнити від інших членів класу-роду, називається «специфічною відмінністю». Властивість «має три вершини» є специфічною відмінністю членів класу «трикутник» від інших членів класу-роду «багатокутник». Таким чином, можна сказати, що властивість бути трикутником є комплексною властивістю, яку можна розкласти на дві: бути багатокутником та мати три вершини. Таким чином, термін «трикутник» можна визначити через рід та вид: «Трикутник — це багатокутник, що має три вершини».
Відоме античне Визначення людини як «раціональної тварини» є класичним зразком Визначення через рід та вид: тут людина віднесена до роду «тварина», а її специфічною відмінністю від решти членів класу є «раціональність». Слід зауважити, що з точки зору логіки немає принципової відмінності між родом та видом, та, як правило, рід та вид можуть мінятись місцями.
Але така техніка Визначення має ряд обмежень. По-перше, неможливо дати Визначення класам, які посідають прості, некомплексні властивості, що, наприклад, наводять смакові відчуття, такі як «гіркий» чи «солодкий». Чи такі властивості насправді існують є відкритим питанням, однак, якщо існують, то це обмежуватиме застосовність цієї техніки Визначення. По-друге, через рід та вид неможливо дати Визначення термінам, що конотують універсальні властивості, наприклад, буття, існування, субстанція. Цим поняттям неможливо знайти рід, оскільки їхня властивість не може бути узагальненою.